# Туманность Вольфа — Райе

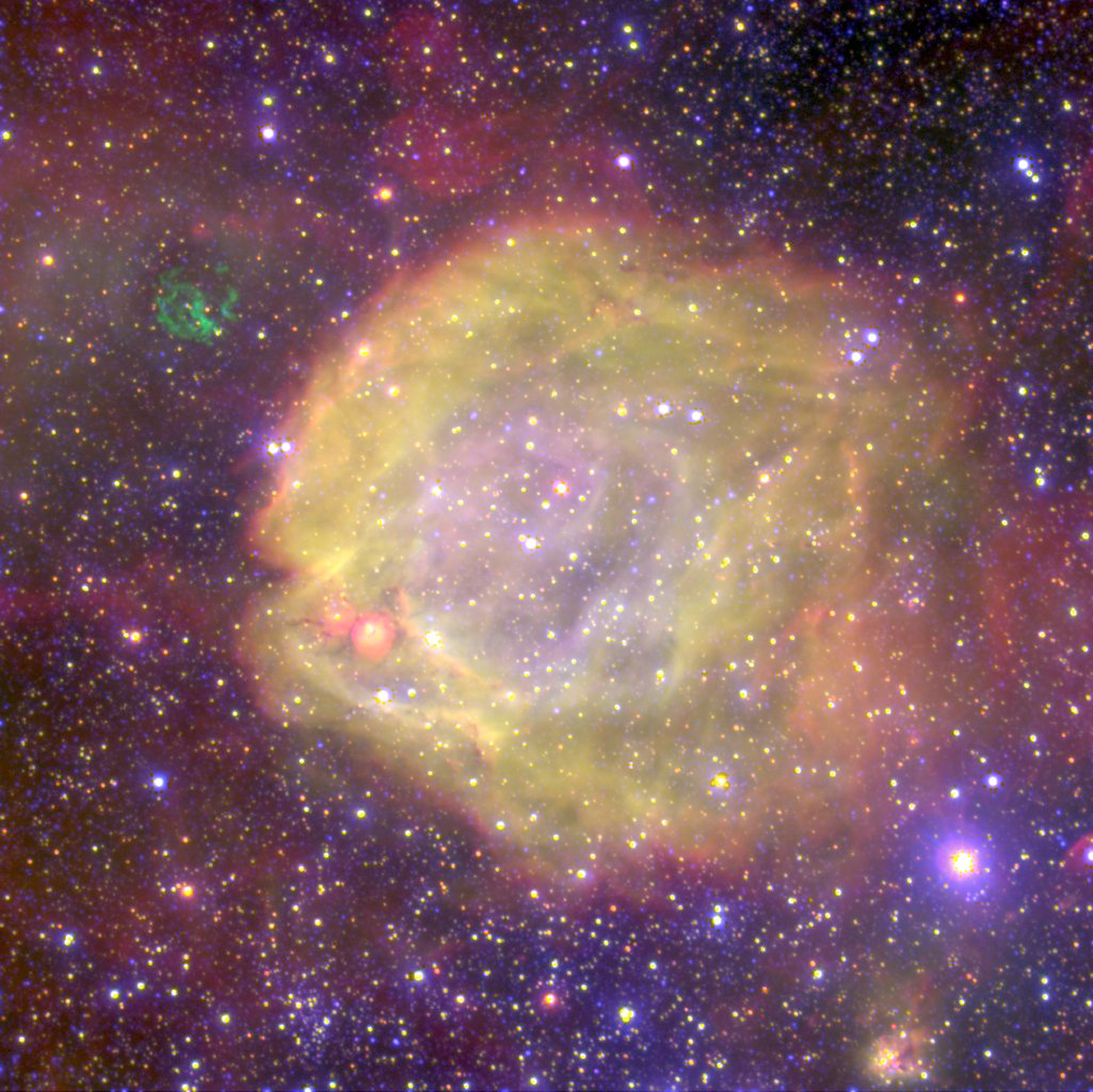
AB7 является одной из туманностей Магеллановых Облаков, спутников Млечного Пути

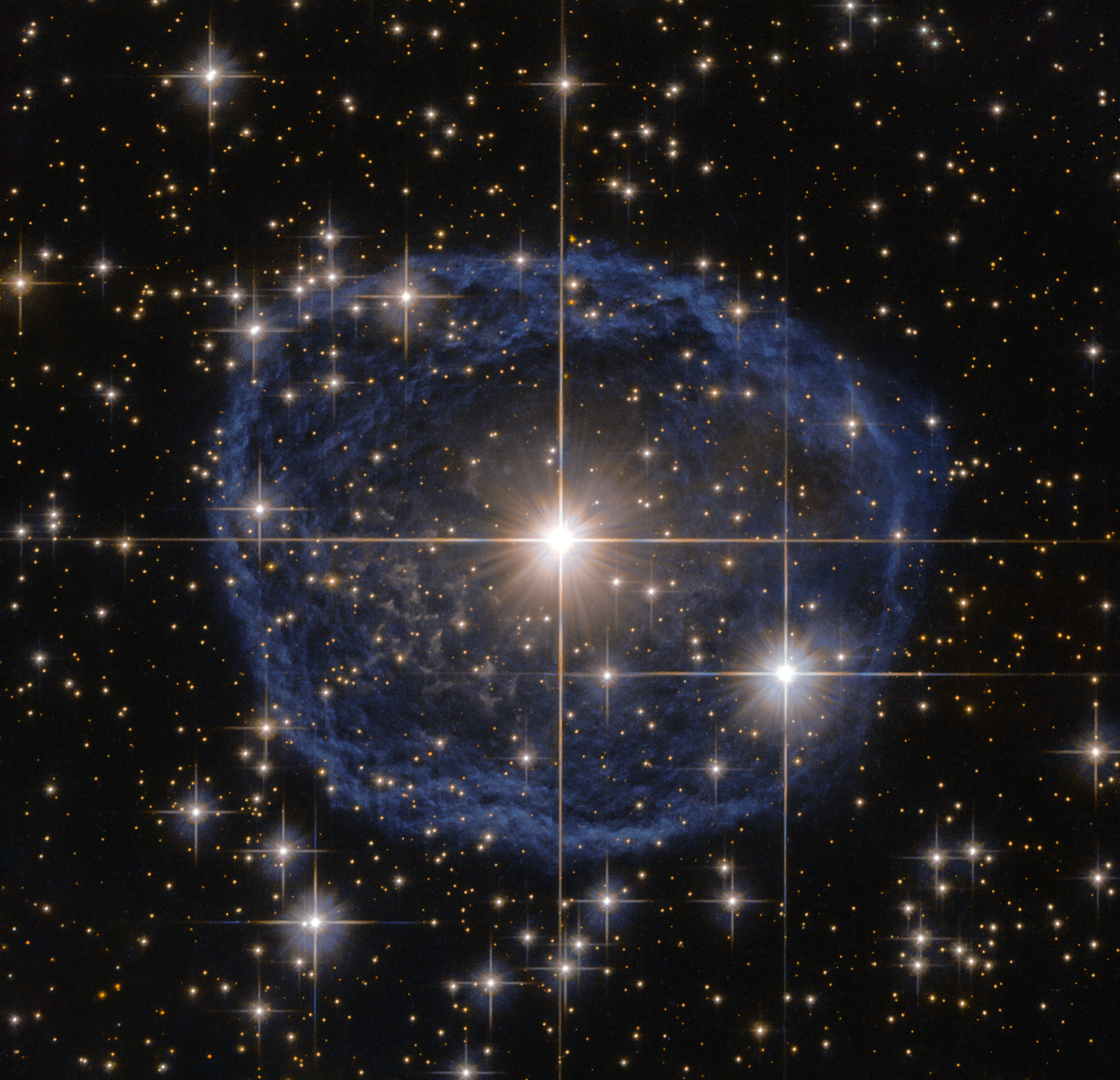
WR 31a окружена туманностью-пузырём

Туманность Вольфа — Райе (англ. Wolf–Rayet nebula) — туманность, окружающая звезду класса Вольфа — Райе.
Туманности Вольфа — Райе классифицируют различными способами. Одна из первых классификаций была основана на природе и происхождении туманности:
- области H II,
- туманности, образовавшиеся при выбросах вещества,
- туманности, сформировавшиеся звёздным ветром.

Данная классификация требует подробного исследования каждой туманности. Были предприняты попытки создания более быстрого метода классификации, основанного только на внешнем виде туманности. Туманности Вольфа — Райе часто имеют кольцеобразный вид, что, возможно, свидетельствует о сферической форме. Другие туманности менее правильные, иногда представляют собой разрушенные оболочки или объекты, сформированные в ходе выбросов сгустков вещества.
Примерами туманностей такого типа являются NGC 6888, NGC 2359, NGC 3199. Некоторые туманности Вольфа — Райе обладают выраженной спиральной структурой, например WR 104.